# Região Geográfica Imediata de Guanhães

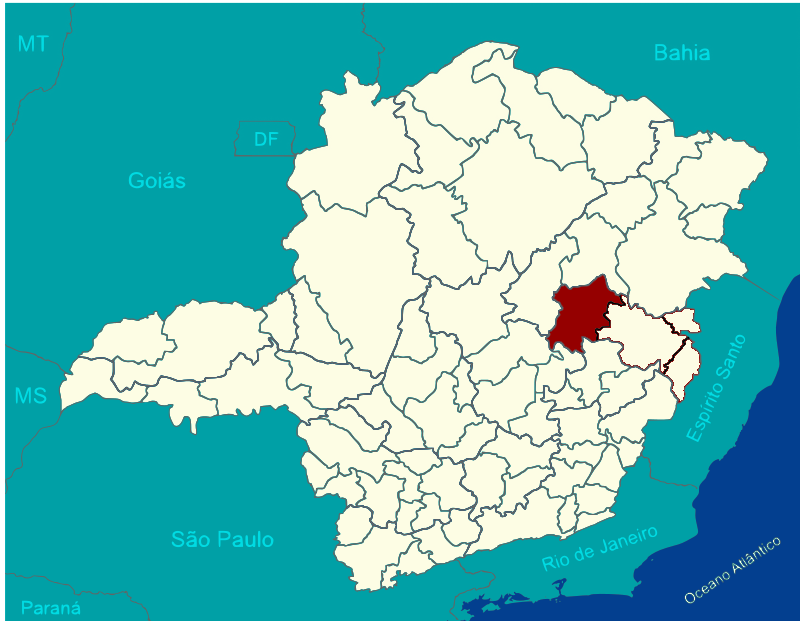
Região Geográfica Imediata de Guanhães.

A Região Geográfica Imediata de Guanhães é uma das 70 regiões geográficas imediatas do Estado de Minas Gerais, uma das quatro regiões geográficas imediatas que compõem a Região Geográfica Intermediária de Governador Valadares e uma das 509 regiões geográficas imediatas do Brasil, criadas pelo IBGE em 2017.

## Municípios
É composta por 20 municípios.
- Cantagalo
- Coluna
- Divinolândia de Minas
- Dom Joaquim
- Dores de Guanhães
- Frei Lagonegro
- Guanhães
- José Raydan
- Materlândia
- Paulistas
- Peçanha
- Rio Vermelho
- Sabinópolis
- Santa Maria do Suaçuí
- São João Evangelista
- São José do Jacuri
- São Pedro do Suaçuí
- São Sebastião do Maranhão
- Senhora do Porto
- Virginópolis

## Estatísticas
Tem uma população estimada pelo IBGE para 1.º de julho de 2017 de 194 783 habitantes e área total de 9 326,463 km².